# スロベニア鉄道

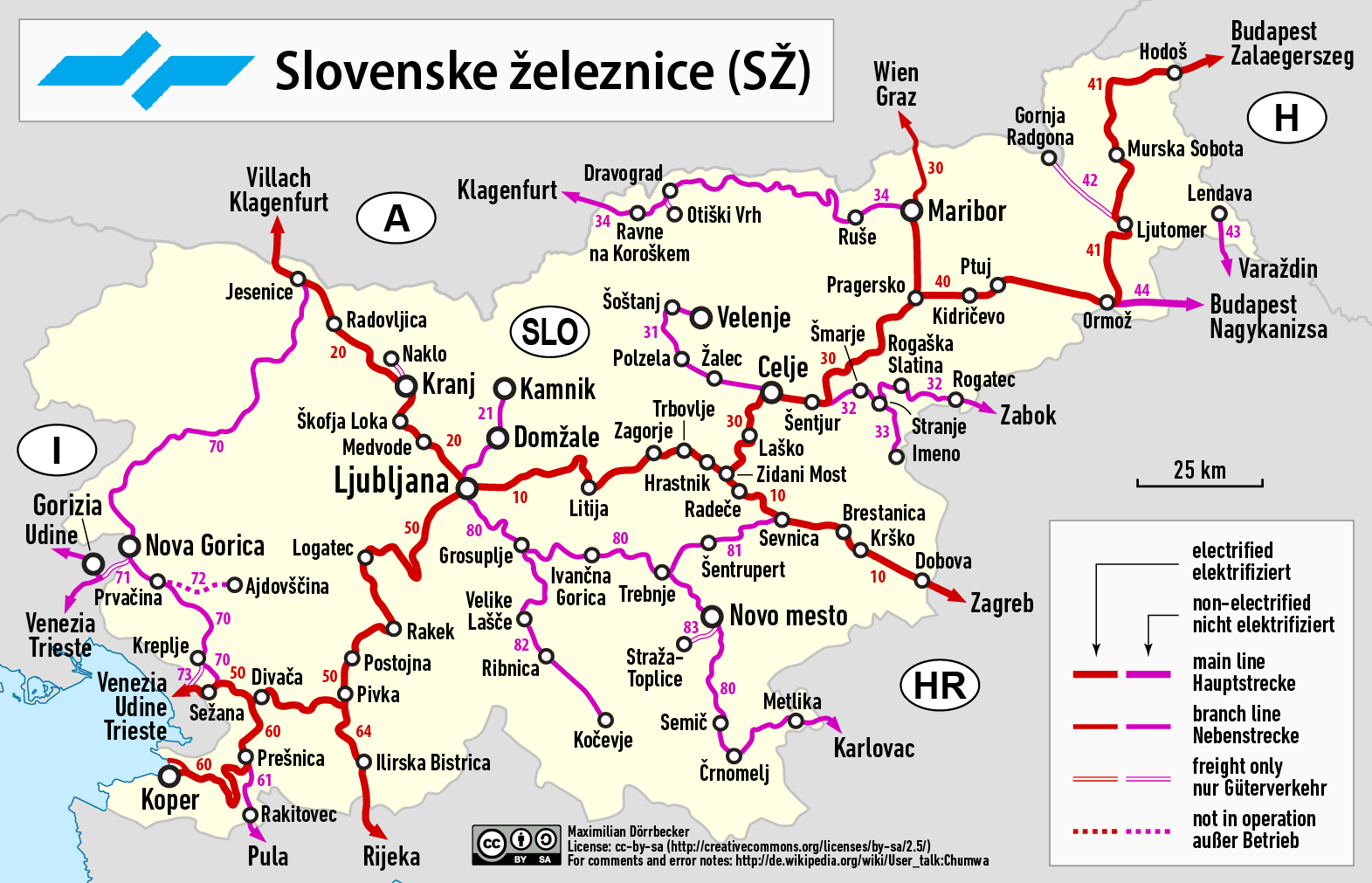

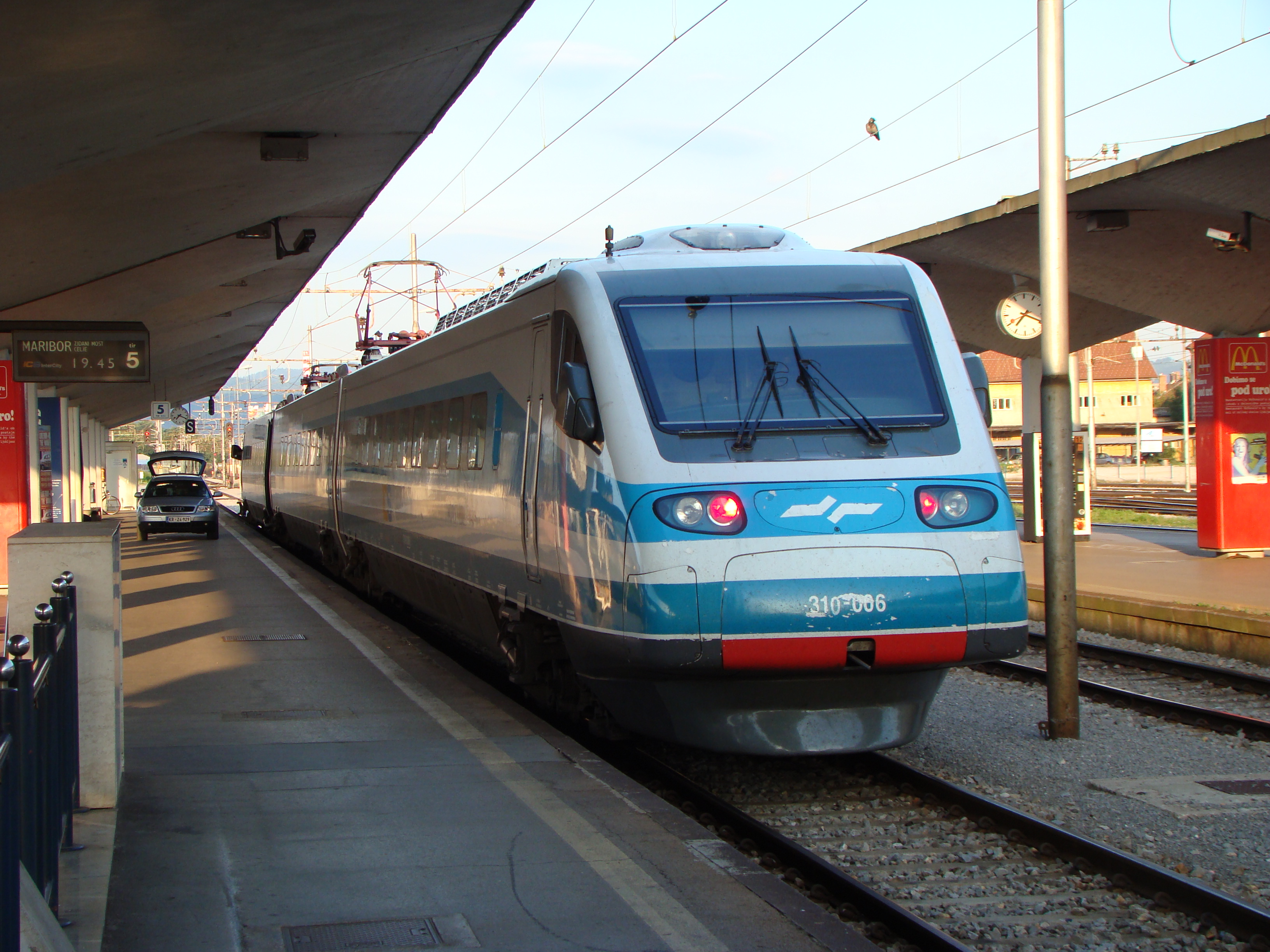
看板列車であるペンドリーノ型のインターシティ・スロベニア（310系電車）

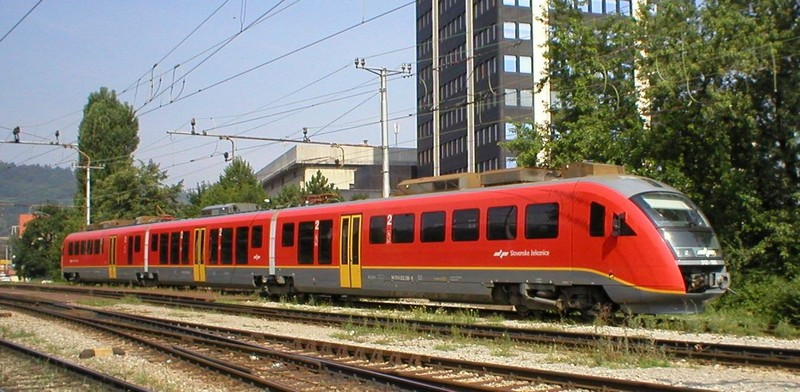
普通列車用の312系電車

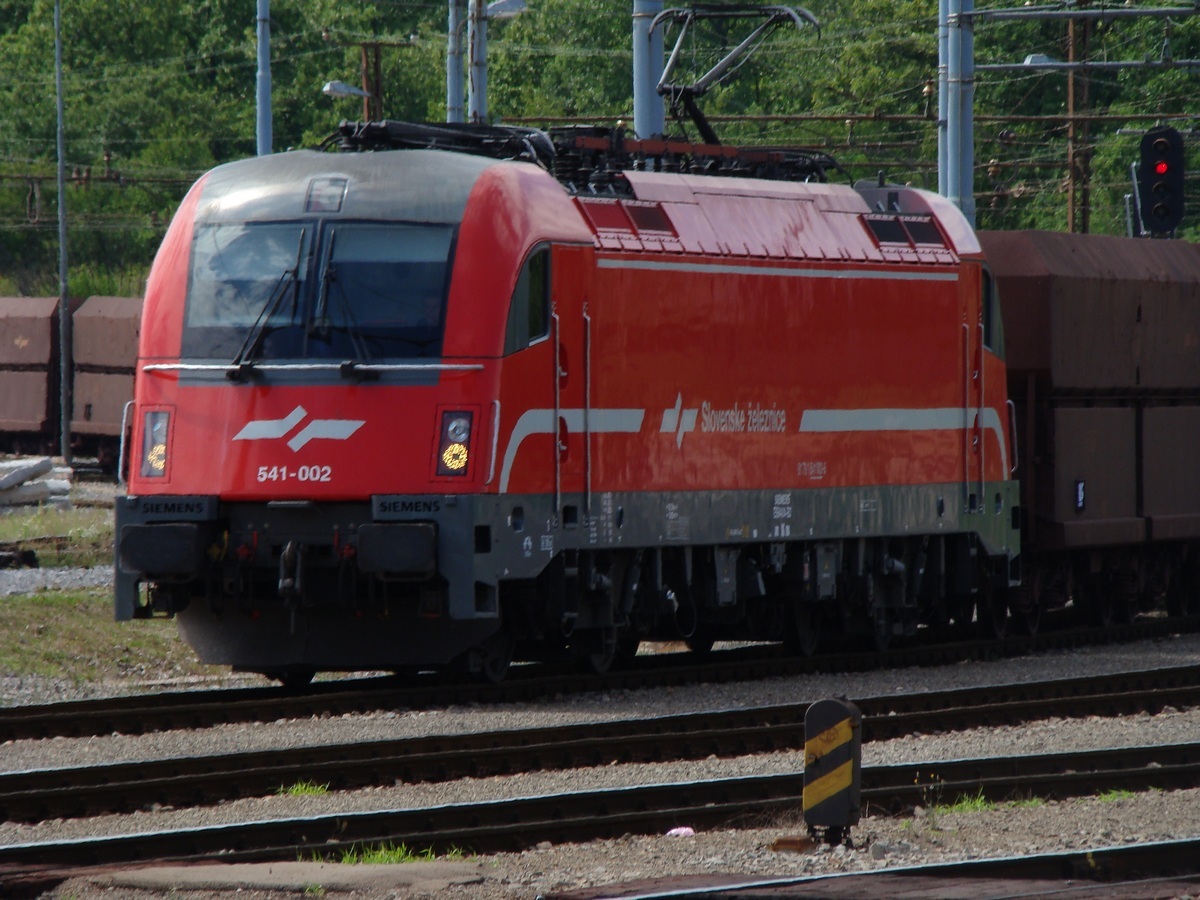
541系電気機関車

スロベニア鉄道（Slovenske železnice, SŽ）は、スロベニアの国鉄であり、ユーゴスラビアの崩壊により、1991年、かつてのユーゴスラビア鉄道（Jugoslovenske železnice）から分割して誕生した。

## 歴史
スロベニアには1840年代、オーストリア帝国によるオーストリア南部鉄道が、首都のウィーンと重要な交易港のトリエステ間を結んだ際、初めて鉄道が接続された。この鉄道により、1844年にマリボルはグラーツに結ばれ、この路線が1849年にはリュブリャナまで延長され、さらに1857年には複線の路線がトリエステに達した。
第一次世界大戦までに、他にも多数の鉄道が建設された。1860年、オルモジュからクロアチアのチャッコベツに至る路線が開通し、帝国のハンガリー地域と結ばれた。1862年、サヴァ川沿いの路線が開通し、ザグレブまで通じた。1863年、ドラーヴァ川沿いの路線が開通し、クラーゲンフルト、フィラッハまで結ばれた。1870年、サヴァ川上流の路線が建設され、イタリアのタルヴィージオまで通じた。1873年、帝国のハンガリー地域の最重要港湾であるリエカへ通じた。1906年には、フィラッハからイェセニツェを経て、イゾンツォ川に沿い、2つの6,000メートルを超えるトンネルを介して、トリエステに通じる鉄道（Bohinjska železniška proga , Bohinj Railway）が開通した。第1次世界大戦後に開通した鉄道路線は、1924年開業のオルモジュからリュトメルまでの路線など、数少ない。第二次世界大戦後、1976年、コペルへの路線が開通した。1999年、ムルスカ・ソボタからホドシュまでの1907年開業、1968年廃線の路線が、再度、運行を開始した。これは、1960年代に多く廃線となった路線のうちの1つである。

## 鉄道の規格
スロベニア鉄道は1,229キロの標準軌の路線からなり、331キロは複線化され、国の全地域を結んでいる。また、かつてスロベニアがオーストリア＝ハンガリー帝国及びユーゴスラビアの一部であったという歴史から、周辺国へ接続する路線が充実している。
また、503キロの路線で、直流3kVによる電化がなされている。なお他の旧ユーゴスラビアの鉄道は交流25kVにより電化されているため、直通する場合は切り替えが必要になる。

## 全ヨーロッパ交通網
リュブリャナはスロベニア鉄道 (SŽ) の中心にあり、汎ヨーロッパ回廊の5号線、10号線が交差している。この全ヨーロッパ交通網は、ヨーロッパの広域的な経済統合を図るために設けられたものである。5号線はヴェネツィア－トリエステまたはコペル－リュブリャナ－マリボル－ブダペスト－キエフを結び、10号線はザルツブルク－リュブリャナ－ザグレブ－ベオグラード－テッサロニキを結ぶ。コペル、トリエステへの貨物路線は、地中海と、中央・東ヨーロッパの内陸の後背地を最短距離で結んでいる。

## 旅客列車
スロベニア鉄道 (SŽ) の旅客列車は、インターシティ、ユーロシティの名称による特急列車と、地域列車、普通列車がある。振子式のペンドリーノの310型電車（イタリアのETR460に酷似）によるインターシティ・スロベニアが、コペル、リュブリャナとマリボルを結んでいる。